# Gedrosië

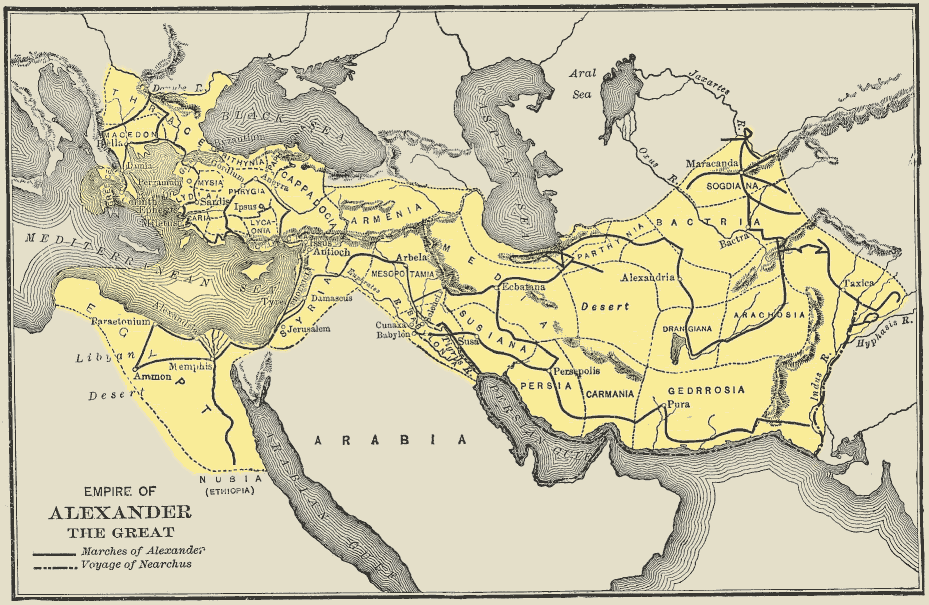
Kaart die de volledige route van Alexander de Grote toont.

Gedrosië (Γεδρωσία) is de Griekse naam van het deel van Baluchistan dat aan de kust ligt. Het komt vandaag ongeveer overeen met Makran. Het gebied dat Gedrosië genoemd wordt, in boeken over Alexander de Grote en zijn opvolgers, rijkt vanaf de Indus tot aan het zuidelijkste deel van de Straat van Hormuz. Het ligt ten zuiden van Bactrië, Arachosië en Drangiana, en ten oosten van Carmanië en ten westen van de Indus, die de natuurlijke grens vormde tussen Gedosië en West-Indië. De originele naam van Gedrosië kan Gwadar geweest zijn, omdat er twee dorpen zijn en een baai die deze naam hebben in Centraal-Makran. 
Toen Alexander de Grote terugkeerde met zijn leger door de Gedrosische woestijn, leed dat vreselijke verliezen door een tekort aan water en de brandende hitte in de woestijn. Ook andere legerleiders die er met hun leger doorgetrokken waren, hadden een groot deel van hun leger verloren, waaronder ook Cyrus de Grote.